# Signallageplan

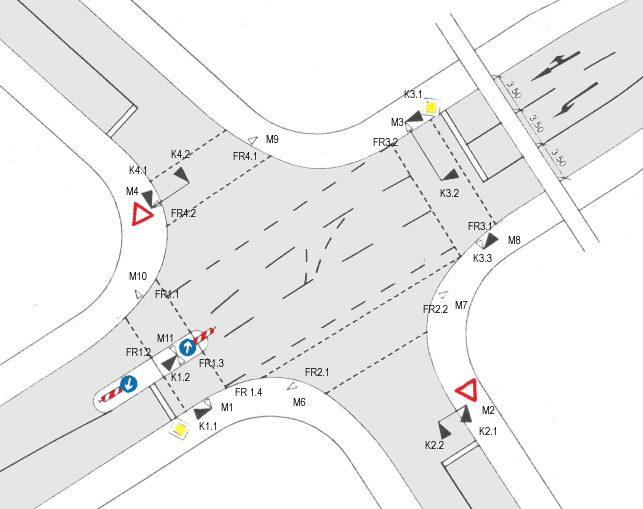
Beispiel eines Signallageplanes

Der Signallageplan stellt die einzelnen Bestandteile einer Lichtsignalanlage an Knotenpunkten maßstäblich dar. Neben den Signalmasten mit den zugehörigen Signalgebern werden auch Verkehrszeichen, also auch Fahrbahnmarkierungen, dargestellt. Bei der Planung von Lichtsignalanlagen stellt der Entwurf eines Signallageplans einen wichtigen Schritt dar, da mit dessen Hilfe die Berechnung der Zwischenzeiten erfolgt.

## Bestandteile
Auf dem Signallageplan befinden sich die Knotenpunktsarme (Fahrbahnen und Geh- bzw. Radwege) aus dem Bauentwurf sowie Verkehrsinseln und andere bauliche Trennungen. Des Weiteren beinhaltet der Plan die Signalmasten mit den Signalgebern und gibt auch deren Bezeichnung wieder. Hinzu kommen Standorte von Steuergeräte und Schaltkästen, Induktionsschleifen, Meldepunkten und Detektoren. Bei der Darstellung der Signale sind Angaben über die Größe und das Signalbild zu machen. Es kann auch beschrieben sein, ob ein Signal eine Kontrastblende oder ein Blindensignal erhält. Relevante Beschilderung und Fahrbahnmarkierungen werden ebenfalls auf dem Plan dargestellt.